# 里弗里奇 (派克縣)
里弗里奇（英語：River Ridge）是一個位於美國阿拉巴馬州派克縣的非建制地區。該地的面積和人口皆未知。

## 地理
里弗里奇的座標為31°49′33″N 86°01′20″W / 31.82583°N 86.02222°W，而該地的平均海拔高度為126米（即413英尺）。